# نوک‌بزرگ زرین‌بال سومالی
نوک‌بزرگ زرین‌بال سومالی یا نوک‌بزرگ سومالی (نام علمی: Rhynchostruthus louisae) یک سهره بومی سومالیلند است. این گونه توسط برخی مقامات به عنوان یک زیرگونه در R. socotranus گنجانده شده بود، اما در زمان‌های اخیر سه جمعیت نوک‌بزرگ زرین‌بال معمولاً گونه‌های متمایز در نظر گرفته می‌شوند.